# Reforma monetaria de Caracalla
La reforma monetaria de Caracalla o reforma monetaria antoniniana (llamada así por el emperador Caracalla, o Marco Aurelio Antonino), se implantó hacia el año 215, con el fin de apoyar una política más fuerte que veía en el ejército romano la base del nuevo poder imperial.

## Contexto histórico
Entre el año 14 (a la muerte de Augusto) y el 150 (bajo Antonino Pío), el coste del ejército había crecido moderadamente (en porcentaje del PIB), a pesar de un aumento del número de soldados de alrededor del 46-47%: de unos 260.000 soldados (sin contar los 40.000 classiarii de la marina romana) en el 23, a 383.000 bajo Adriano, hasta la muerte de Septimio Severo en el 211 a unos 442.000 soldados, esto se debió a que la población del Imperio, y por tanto el PIB total, aumentó significativamente (en torno a un +35%).
Posteriormente, el porcentaje del PIB debido al gasto en el ejército creció casi a la mitad, aunque el aumento del personal del ejército fue sólo de un 15% aproximadamente (del 150 al 215). Esto se debió principalmente tanto al considerable aumento de los estipendios militares (stipendium) en la época de la dinastía de los Severos como a la peste antonina (que asoló el Imperio entre 166 y 185, aproximadamente), que, según estudios, redujo la población del Imperio entre un 15% y un 30%.
A continuación, la tabla resume el aumento de la paga individual de un legionario romano individual desde la época de Augusto hasta la de Caracalla, basada en cálculos realizados por estudiosos modernos y los escasos elementos literarios de la época, donde se muestra un fuerte aumento general de la paga del ejército romano, especialmente durante los reinados de Septimio Severo y Caracalla:
| Paga base anual (stipendium) de un legionario romano | Paga base anual (stipendium) de un legionario romano | Paga base anual (stipendium) de un legionario romano | Paga base anual (stipendium) de un legionario romano | Paga base anual (stipendium) de un legionario romano |
| Legión romana                                        | Augusto (en denarios)                                | Domiciano (en denarios)                              | Septimio Severo (en denarios)                        | Caracalla (en denarios)                              |
| ---------------------------------------------------- | ---------------------------------------------------- | ---------------------------------------------------- | ---------------------------------------------------- | ---------------------------------------------------- |
| legionario romano (miles)                            | 225                                                  | 300                                                  | 450                                                  | 675                                                  |
| incremento % (desde Augusto)                         | 0%                                                   | +33%                                                 | +100%                                                | +200%                                                |

Sin embargo, incluso en 215, los romanos gastaban un porcentaje del PIB similar al que gasta hoy la superpotencia mundial de los Estados Unidos de América (3,5% del PIB en 2003). Pero la carga real sobre los contribuyentes, en una economía casi agraria con muy pocos excedentes de producción (el 80% de la población imperial dependía de una agricultura de subsistencia y otro 10% de los ingresos de subsistencia), era sin duda, mucho más pesada. De hecho, un estudio de los impuestos imperiales en Egipto, con mucho, la provincia mejor documentada, estableció que la carga tributaria era bastante pesada.
| Coste del ejército como % del PIB del Imperio romano | Coste del ejército como % del PIB del Imperio romano | Coste del ejército como % del PIB del Imperio romano | Coste del ejército como % del PIB del Imperio romano | Coste del ejército como % del PIB del Imperio romano | Coste del ejército como % del PIB del Imperio romano |
| Año | Población del Imperio                                | PIB del Imperio (millones de denarios)(a)            | Efectivos del ejército                               | Coste del ejército (millones de denarios)(a)         | Coste del ejército (% del PIB)                       |
| --- | ---------------------------------------------------- | ---------------------------------------------------- | ---------------------------------------------------- | ---------------------------------------------------- | ---------------------------------------------------- |
| 14 | 46 millones                                          | 5.000                                                | 260.000                                              | 123                                                  | 2.5%                                                 |
| 150 | 61 millones                                          | 6.800(b)                                             | 383.000                                              | 194(c)                                               | 2.9%                                                 |
| 215 | 50 millones(d)                                       | 5.435(b)                                             | 442.000                                              | 223(c)                                               | '4.1%                                                |
| Notas: (a) Valores constantes en el año 14, expresados en denarios, excluyendo los aumentos en la paga militar para compensar la devaluación monetaria. (b) Suponiendo un crecimiento insignificante del PIB per cápita (normal para una economía agrícola). (c) Costes de Duncan-Jones para los años 14-84, inflados por el crecimiento del ejército, suponiendo también las bonificaciones pagadas a los auxiliares después del 84. (d) Suponiendo una disminución del 22,5% de la población debido a la peste antonina de los años 165-180 (promedio del 15-30 %). |                                                      |                                                      |                                                      |                                                      |                                                      |

El gasto militar constituía entonces alrededor del 75% del presupuesto total del Estado, ya que poco era el gasto "social", mientras que todo el resto se empleaba en prestigiosos proyectos de construcción en Roma y provincias; a ello se añadía un subsidio de grano para los desempleados, así como ayudas al proletariado de Roma (congiaria) y subsidios a las familias itálicas (similares a las modernas ayudas familiares) para animarlas a tener más hijos.

## Principales novedades de la reforma: monedas y pesos
| Áureos antes y después de la reforma de Caracalla (215) | Áureos antes y después de la reforma de Caracalla (215) | Áureos antes y después de la reforma de Caracalla (215)                            | Áureos antes y después de la reforma de Caracalla (215) | Áureos antes y después de la reforma de Caracalla (215) | Áureos antes y después de la reforma de Caracalla (215) | Áureos antes y después de la reforma de Caracalla (215)  |
| Imagen                                                  | Valor                                                   | Anverso                                                                            | Reverso | Datación                                                | Peso; diámetro                                          | Catalogación                                             |
| ------------------------------------------------------- | ------------------------------------------------------- | ---------------------------------------------------------------------------------- | --- | ------------------------------------------------------- | ------------------------------------------------------- | -------------------------------------------------------- |
|                                                         | áureo                                                   | ANTONINVS PIVS FEL AVG, cabeza laureada de Caracalla a la derecha con armadura;    | VICTORIA GERMANICA, la Victoria avanzando hacia la derecha, sosteniendo un trofeo en la mano izquierda apoyado en el hombro izquierdo y una corona de laurel en la mano derecha extendida hacia delante. | 213, se refiere a la victoria sobre los alemanni;       | 7.46 gr, 1 h (ceca de Roma antigua);                    | RIC Caracalla, IV 237; Calicó 2833; BMCRE 64; Cohen 645. |
|                                                         | áureo                                                   | ANTONINVS PIVS AVG GERM, cabeza laureada de Caracalla a la izquierda con armadura; | P M TR P XVIIII COS IIII P P, el Sol lleva las riendas en la mano derecha, el látigo en la izquierda y conduce una cuadriga hacia la izquierda. 2                                                        | 216                                                     | 21 mm, 6.43 gr, 7 h (ceca de Roma antigua);             | RIC Caracalla, IV 282d; Calicó 2749; BMCRE 174.          |
| N. B.: Los anteriores son algunos ejemplos.             |                                                         |                                                                                    | |                                                         |                                                         |                                                          |

El áureo ya había sido depreciado por Nerón en el 64, pasando con el tiempo, poco a poco, de un peso teórico de 1/40 de libra (época de César) a 1/45 bajo Nerón, con una devaluación del 11%. Bajo Caracalla, el áureo se devaluó de nuevo, hasta 1/50 de libra (6,54 g).
| Peso teórico de los áureos: de César a la reforma de Caracalla (215) | Peso teórico de los áureos: de César a la reforma de Caracalla (215) | Peso teórico de los áureos: de César a la reforma de Caracalla (215) | Peso teórico de los áureos: de César a la reforma de Caracalla (215) | Peso teórico de los áureos: de César a la reforma de Caracalla (215) | Peso teórico de los áureos: de César a la reforma de Caracalla (215) | Peso teórico de los áureos: de César a la reforma de Caracalla (215) | Peso teórico de los áureos: de César a la reforma de Caracalla (215) | Peso teórico de los áureos: de César a la reforma de Caracalla (215) | Peso teórico de los áureos: de César a la reforma de Caracalla (215) |
| Áureo                                                                | César                                                                | Augusto (post 2 a. C.)                                               | Nerón (post 64)                                                      | Domiciano (82)                                                       | Domiciano (85)                                                       | Trajano                                                              | Septimio Severo                                                      | Caracalla (ante 215)                                                 | Caracalla (post 215)                                                 |
| -------------------------------------------------------------------- | -------------------------------------------------------------------- | -------------------------------------------------------------------- | -------------------------------------------------------------------- | -------------------------------------------------------------------- | -------------------------------------------------------------------- | -------------------------------------------------------------------- | -------------------------------------------------------------------- | -------------------------------------------------------------------- | -------------------------------------------------------------------- |
| Peso teórico: en libras (=327,168 g)                                 | 1/40                                                                 | 1/42                                                                 | 1/45                                                                 | (1/42.2)                                                             | (1/43.3)                                                             | (1/44.8)                                                             | (1/45.4)                                                             | (1/43.9)                                                             | 1/50                                                                 |
| Peso teórico: en gramos                                              | 8.179 g                                                              | 7.790 g                                                              | 7.270 g                                                              | 7.750 g                                                              | 7.550 g                                                              | 7.300 g                                                              | 7.200 g                                                              | 7.450 g                                                              | 6.543 g                                                              |

En cuanto al denario, bajo César y Augusto, tenía un peso teórico de aproximadamente 1/84 de libra, reducido por Nerón a 1/96 (equivalente a una reducción del peso de la aleación del 12,5%). Al mismo tiempo, además de la reducción de su peso, también se produjo una reducción de su finura (% de plata presente en la aleación), que pasó del 97-98% en época de Augusto al 93,5% (para una reducción global sólo de plata de alrededor del 16,5%). El denario, de hecho, continuó su declive durante todo el gobierno de Cómodo y Septimio Severo, hasta el punto de ver su finura reducida a menos del 50% de plata.
| Peso teórico de los denarios: de César a la reforma de Caracalla (215) | Peso teórico de los denarios: de César a la reforma de Caracalla (215) | Peso teórico de los denarios: de César a la reforma de Caracalla (215) | Peso teórico de los denarios: de César a la reforma de Caracalla (215) | Peso teórico de los denarios: de César a la reforma de Caracalla (215) | Peso teórico de los denarios: de César a la reforma de Caracalla (215) | Peso teórico de los denarios: de César a la reforma de Caracalla (215) | Peso teórico de los denarios: de César a la reforma de Caracalla (215) | Peso teórico de los denarios: de César a la reforma de Caracalla (215) |
| Denario                                                                | César                                                                  | Augusto (post 2 a. C.)                                                 | Nerón (post 64)                                                        | Trajano                                                                | Marco Aurelio (post 170)                                               | Cómodo                                                                 | Septimio Severo (post 197)                                             | Caracalla (post 215)                                                   |
| ---------------------------------------------------------------------- | ---------------------------------------------------------------------- | ---------------------------------------------------------------------- | ---------------------------------------------------------------------- | ---------------------------------------------------------------------- | ---------------------------------------------------------------------- | ---------------------------------------------------------------------- | ---------------------------------------------------------------------- | ---------------------------------------------------------------------- |
| Peso teórico (de la aleación): en libras (=327,168 g)                  | 1/84                                                                   | 1/84                                                                   | 1/96                                                                   | 1/99                                                                   | 1/100                                                                  | 1/111                                                                  | 1/111                                                                  | 1/105                                                                  |
| Peso teórico (de la aleación): en gramos                               | 3.895 g                                                                | 3.895 g                                                                | 3.408 g                                                                | 3.305 g                                                                | 3.253 g                                                                | 2.947 g                                                                | 2.947 g                                                                | 3.116 g                                                                |
| % de la finura de solo plata:                                          | 98%                                                                    | 97%                                                                    | 93,5%                                                                  | 89,0%                                                                  | 79,0%                                                                  | 73,5%                                                                  | 58%                                                                    | 46%                                                                    |
| Peso teórico (plata): en gramos                                        | 3,817 g                                                                | 3,778 g                                                                | 3,186 g                                                                | 2,941 g                                                                | 2,570 g                                                                | 2.166 g                                                                | 1.710 g                                                                | 1,433 g                                                                |
|                                                                        |                                                                        |                                                                        |                                                                        |                                                                        |                                                                        |                                                                        |                                                                        |                                                                        |

Además, se introdujeron monedas con doble valor: el doble áureo (o binione, que pesaba unos 13,30 gramos con un módulo de 24 mm) y el doble denario (o antoniniano argenteus), aunque este último nunca llegó a contener más de 1,5 veces el contenido en plata del denario (además, se devaluó en la finura hasta un 50%). Sin embargo, mientras que el áureo consiguió tener una valoración bastante estable, también el antoniniano experimentó la misma devaluación progresiva vista con el denario, hasta quedar reducido a un contenido en plata del 2% en tiempos de Aureliano.
| Denarios antes y después de la reforma de Caracalla (215) | Denarios antes y después de la reforma de Caracalla (215) | Denarios antes y después de la reforma de Caracalla (215)           | Denarios antes y después de la reforma de Caracalla (215) | Denarios antes y después de la reforma de Caracalla (215) | Denarios antes y después de la reforma de Caracalla (215) | Denarios antes y después de la reforma de Caracalla (215) |
| Imagen                                                    | Valor                                                     | Anverso                                                             | Reverso | Datación                                                  | Peso; diámetro                                            | Catalogación                                              |
| --------------------------------------------------------- | --------------------------------------------------------- | ------------------------------------------------------------------- | --- | --------------------------------------------------------- | --------------------------------------------------------- | --------------------------------------------------------- |
|                                                           | denario                                                   | ANTONINVS PIVS AVG BRIT, cabeza laureada de Caracalla a la derecha; | PONTIF TR P XIII COS III, Caracalla a caballo galopando hacia la izquierda, para apuñalar a un enemigo en el suelo.                                                                        | 210                                                       | 3.42 g;                                                   | RIC Caracalla, IV 118b; BMCRE 39; RSC 487.                |
|                                                           | denario                                                   | ANTONINVS PIVS AVG GERM, cabeza laureada de Caracalla a la derecha; | VIC PART P M TR P XX COS IIII P P, Caracalla de pie a la izquierda, sosteniendo un globo y un cetro, coronado por la Victoria de pie detrás de él; un prisionero a los pies del emperador. | 217                                                       | 2.87 g;                                                   | RIC Caracalla, IV 299e; BMCRE 200 note; RSC 655.          |
| N. B.: Los anteriores son algunos ejemplos.               |                                                           |                                                                     | |                                                           |                                                           |                                                           |

El antoniniano fue una moneda introducida por Caracalla a principios del año 215, completamente de plata y similar al denario. Era ligeramente más grande (1,5 veces el peso del denario, igual a 1/64 de libra = 5,11 gramos) y representaba al emperador con una corona radiada, indicando así su doble valor, como en el dupondio, que valía dos ases. En los antoninianos que representaban a mujeres (normalmente la esposa del emperador), el busto se presentaba apoyado sobre una media luna (creciente). Aunque duplicaba el valor del denario, el antoniniano nunca pesó más de 1,5 veces el peso del denario, que siguió emitiéndose junto al antoniniano, hasta el año 240, en que desapareció, aunque permaneció en los documentos escritos como mera unidad de cuenta.
| Antoninianos de la reforma de Caracalla (215) | Antoninianos de la reforma de Caracalla (215) | Antoninianos de la reforma de Caracalla (215)                      | Antoninianos de la reforma de Caracalla (215) | Antoninianos de la reforma de Caracalla (215) | Antoninianos de la reforma de Caracalla (215) | Antoninianos de la reforma de Caracalla (215) |
| Imagen                                        | Valor                                         | Anverso                                                            | Reverso | Datación                                      | Peso; diámetro                                | Catalogación                                  |
| --------------------------------------------- | --------------------------------------------- | ------------------------------------------------------------------ | --- | --------------------------------------------- | --------------------------------------------- | --------------------------------------------- |
|                                               | antoniniano                                   | ANTONINVS PIVS AVG GERM, cabeza radiada de Caracalla a la derecha; | VENVS VICTRIX, Venus de pie, de frente, con la cabeza hacia la izquierda, apoyada en un escudo, sosteniendo un cetro y una Victoria sobre un globo. | 215                                           | 23 mm, 5.37 g, 7 h;                           | RIC Caracalla, IV 311c; RSC 608a.             |
|                                               | antoniniano                                   | ANTONINVS PIVS AVG GERM, cabeza radiada de Caracalla a la derecha; | P M TR P XVIII COS IIII P P, el Sol de pie, mirando hacia la izquierda, sosteniendo un globo y levantando su brazo derecho hacia arriba.            | 216                                           | 23 mm, 4.95 g, 7 h (ceca de Roma antigua);    | RIC Caracalla, IV 281a; RSC 358 Cohen 358.    |
| N. B.: Los anteriores son algunos ejemplos.   |                                               |                                                                    | |                                               |                                               |                                               |

Por último, en lo que respecta a las monedas de bronce u otras aleaciones a base de cobre, tras la reforma monetaria de Nerón se suprimió la acuñación de cuadrantes (bajo Trajano), mientras que los dupondios y los ases comenzaron a fabricarse cada vez con menor frecuencia, hasta su desaparición definitiva durante el siglo III. Al mismo tiempo, en las monedas de oricalco, la aleación de zinc y cobre fue sustituida gradualmente por una nueva aleación de plomo y cobre, menos costosa.